# Becoming Human
Becoming Human ist eine achtteilige britische Mysteryserie und ein Spin-off der britischen Fernsehserie Being Human. Die Hauptfigur der Serie ist der Vampir Adam, der bereits in der dritten Staffel in Folge zwei von Being Human zu sehen war. Die Serie wurde zunächst nur als Webserie auf der Webseite des Fernsehsenders BBC Three veröffentlicht, später allerdings im Abendprogramm des Senders gezeigt. Die Ausstrahlung bei BBC Three erfolgte vom 30. Januar bis zum 20. März 2011.

## Handlung
Die Serie handelt von dem jungen Vampir Adam. Adam möchte erneut die Schule besuchen und meldet sich als Schüler in der Rathborne High School an. Dort trifft er auf Christa. Diese ist ein Werwolf, bestreitet dieses jedoch, als Adam sie darauf anspricht. Außerdem wird Christa von dem Schüler Matt auf Schritt und Tritt verfolgt. Erst später erfährt Christa, dass Matt ein Geist ist. Er ist der Schüler, der vor einiger Zeit spurlos verschwunden ist und nach dem mit unzähligen Flugblättern gesucht wird. Adam ist sich sofort sicher, dass Matt ermordet wurde. Gemeinsam machen sich die drei Schüler auf die Suche nach Matts Mörder.
Matt hat als Außenseiter einige Feinde gehabt. Darunter ist z. B. der Schulschläger Danny Curtis. Dieser hat Matt zu dessen Lebzeiten gemobbt. Außerdem hat Matt durch einen Türschlitz in die Mädchenumkleidekabine geschaut. Dabei wurde er von der blonden Schulschönheit Brandy Mulligan beobachtet. Diese stammt ursprünglich aus der Crompton Familie. Die Crompton Familie wird von allen gefürchtet. Es gibt viele Gerüchte über deren schlimme Taten. Daher scheint Brandy Mulligan besonders verdächtig. Auch der strenge Sportlehrer Mr. Swan hat Matt das Leben zur Hölle gemacht, in dem er sich im Sportunterricht über diesen lustig machte. Daneben ist Adam auch der Hausmeister der Schule ein Rätsel, dieser scheint überall aufzutauchen. Daher wollen Matt, Christa und Adam alle Tatverdächtigen aufsuchen und den Mörder unter ihnen finden.
Neben der Suche nach dem Mörder wird der Umgang der drei Protagonisten mit ihrer Übernatürlichkeit behandelt. Dem Vampir Adam fällt es sehr schwer, auf Blut zu verzichten. Gerade die Schülerin Brandy Mulligan hat es ihm angetan. Zu gerne würde er deren Blut trinken. Als Brandy im Verdacht steht Matt ermordet zu haben, kann nur noch Christa ihn davon abhalten Brandy auf der Stelle zu töten.
Der Geist Matt hingegen muss sich damit abfinden nie zu altern. Er wird niemals erwachsen werden, sondern als Geist seine jetzige Gestalt behalten. Außerdem wollte er noch so vieles tun und erleben. Dieses ist jedoch nicht mehr möglich. Darüber hinaus fällt es ihm schwer zu akzeptieren, dass ihn nur noch übernatürliche Wesen sehen und hören können. Mit seiner Familie kann er nicht mehr kommunizieren. Auch seine unerwiderte Liebe zu Christa macht ihm sehr zu schaffen und er glaubt als Geist erst recht keine Chance bei ihr zu haben. Außerdem scheinen Christa und Adam sich zueinander hingezogen zu fühlen, was Matt sehr eifersüchtig macht.
Die Werwölfin Christa muss damit leben, dass sie ihr Verhalten als Werwolf nicht kontrollieren kann und das bei jeder Verwandlung die Möglichkeit besteht, dass sie Menschen verletzt oder tötet.
So unterstützen sich drei Schüler untereinander. Adam und Matt helfen Christa damit zurechtzukommen, dass sie ein Werwolf ist. Adam zeigt Christa beispielsweise einige Tricks, die den Werwolf weniger gefährlich machen. Christa und Matt hingegen helfen Adam seinen Blutdurst besser zu kontrollieren. Außerdem nehmen Adam und Christa Matt die Einsamkeit, die Geister oft empfinden.

## Figuren
Adam
Adam ist ein 46-jähriger Vampir im Körper eines 16 Jahre alten Jungen. In der Serie Being Human wird gezeigt, dass sein Vater ihn bis zu seinem Tod mit Blut versorgt hat, so dass er niemanden töten musste. Nachdem sein Vater gestorben ist, nehmen sich die Werwölfe George und Nina seiner an. Schließlich beschließt Adam, dass er George und Nina verlassen und allein weiterziehen möchte. Sein Weg führt ihn in Becoming Human an eine High School, in der er auf die Schüler Matt und Christa trifft.
Da Adam immer noch in der Pubertät stecken geblieben ist, zeigt er ein sexualisierendes Verhalten. Er ist stets bemüht seinen Blutdurst unter Kontrolle zu halten, was ihm nur sehr schwer gelingt.
Der Darsteller Craig Roberts beschreibt Adam als einen Vampir der ständig von Sex redet, aber niemals welchen gehabt hat. Er wolle bei den anderen Schülern in der Schule ankommen, nutze aber Wörter aus seiner Jugendzeit in den 80ern und sei dann verwundert, wenn er darauf keine Reaktion bekomme. In der Rathborne High School wolle er einen neuen Lebensabschnitt beginnen.
Christa
Christa ist eine Werwölfin. Sie ist erst vor kurzem zur Werwölfin geworden und kann dieses nur schwer akzeptieren. Nach einer Verwandlungsnacht, weiß Christa nicht was sie als Werwölfin getan hat. Sie kann sich friedlich verhalten oder aber ihre gesamte Familie getötet haben. Das macht ihr große Angst. Christa ist eine der besten Schülerinnen der gesamten Schule und engagiert sich sehr für soziale Projekte. Nachdem sie mit dem Werwolffluch infiziert wurde, hat sie sich jedoch mehr und mehr zurückgezogen.
Die Darstellerin Leila Mimmack erklärt, dass Christa ein schwieriger, launenhafter Teenager sei, dem es sehr viel Angst mache, dass er zum Werwolf wurde. Sie sei zunächst nicht glücklich darüber, dass sie mit Adam und Matt zusammenarbeiten müsse. Allerdings beginne sie sich mit deren Hilfe schließlich selbst zu finden. Sowohl als Werwolf, als auch als Teenager.
Matt
Matt ist ein Geist. Er wurde vor kurzer Zeit ermordet und gilt als vermisst. Wer ihn ermordet hat, ist jedoch unbekannt. In der Schule war Matt ein Außenseiter. Er war ein Opfer von Mobbing und wurde wenig respektiert. Als Geist können ihn nur der Vampir Adam und die Werwölfin Christa sehen. Es stellt sich heraus, dass er immer in Christa verliebt war. Sie hat ihn jedoch kaum wahrgenommen.
Der Darsteller Josh Brown beschreibt Matt als einen sehr unsicheren Jungen, der nicht weiß was er tun soll und mit kaum jemandem spricht. Er sei ein Einzelgänger. Außerdem sei er so daran gewöhnt von allen ignoriert zu werden, dass er nicht einmal bemerkt habe, dass er gestorben und zum Geist geworden ist. Adam und Christa seien die ersten, die mit ihm sprächen, was Matt sehr glücklich mache.
Brandy Mulligan
Brandy Mulligan stammt aus der Crompton Familie, einer Familie vor der die Leute Angst haben. Es reihen sich unzählige grausame Mythen und Geschichten um die Familie, von denen jedoch keiner genau weiß, welche wahr sind und welche falsch. Brandys Vater Jerry steht wegen schwerer Körperverletzung vor Gericht. Allerdings traut sich keiner gegen ihn auszusagen. Um nicht mit ihrer Familie in Verbindung gebracht zu werden, änderte Brandy Crompton ihren Namen zu Brandy Mulligan.
Danny Curtis
Danny Curtis ist der Schulschläger. Er mobbt gerne andere schwächere Schüler und ist ein Freund von Brandy. Mit dem Mobben seiner Mitschüler versteckt er seine eigene Unsicherheit.
Mr. Swan
Mr. Swan ist der Sportlehrer der Schule. Seine Schüler kann er nicht gut leiden und triezt diese immer wieder. Insbesondere dann, wenn sie, so wie Matt, nicht gut im Sportunterricht sind.
Mr. Roe
Mr. Roe ist Lehrer an der Rathborne High School. Er ist sehr unsicher und wird von Schülern und Lehrern gemobbt.

## Hintergrund
Becoming Human wurde vom 30. Januar bis zum 20. März 2011 auf der Website von BBC Three veröffentlicht. Dort wurde jeden Sonntag gegen 22:00 Uhr eine neue Episode gezeigt. Die Serie startet zeitlich gesehen direkt nach Folge 3x02 von Being Human und zeigt das Leben des Vampirs Adam Jacobs auf einer Highschool. Neben den regulären acht Folgen gab es einen Blog zur Serie, wo zusätzliche Video- und Audioszenen gezeigt wurden. Dort fanden sich auch Tagebucheinträge, Steckbriefe, Zeitungsartikel, Notizzettel, Fotos, Zeichnungen und weitere Hintergrundinformationen zu den Figuren.
Das Drehbuch für die Serie schrieben Brian Dooley, Jamie Mathieson und John Jackson. Regisseurin war Alex Kalymnios. Becoming Human wurde von der Zodiak Media Gruppe Touchpaper Wales produziert. Insgesamt 1,5 Millionen Zuschauer verfolgten Becoming Human über das Internet. Am 20. März 2011 wurden alle acht Folgen zu einem 50-minütigen Special zusammen geschnitten und auf dem Fernsehsender BBC Three ausgestrahlt. Gedreht wurde die Serie unter anderem an der Barry Comprehensive School, die einen Teil der Kulisse für die fiktive Rathborne High School bot. Nach seinem Auftritt in Becoming Human war Craig Roberts noch einmal als Vampir Adam in der fünften Episode der vierten Staffel von Being Human zu sehen. Außerdem wurde in zwei Blognachrichten auf der offiziellen Webseite von Being Human über den Verbleib der Charaktere nach Ende der Serie berichtet.

## Episodenliste

### Staffel 1
| Nr. (ges.) | Nr. (St.) | Deutscher Titel | Originaltitel | Erstausstrahlung UK | Deutschsprachige Erstausstrahlung (—) | Regie          | Drehbuch        |
| --- | --------- | --------------- | ------------- | ------------------- | ------------------------------------- | -------------- | --------------- |
| 1 | 1         | —               | Episode 1     | 30. Jan. 2011       | —                                     | Alex Kalymnios | Brian Dooley    |
| Der Vampir Adam freut sich auf das Leben als Schüler an der Rathborne High School. Dort angekommen, muss er feststellen, dass er bei den beliebten Schülern nicht so gut ankommt, wie er es gerne hätte. Er versucht mit der blonden Schulschönheit Brandy Mulligan zu flirten. Jedoch findet diese ihn seltsam und hält ihn für einen ausländischen Austauschschüler. Einen Streit mit dem Schulschläger Danny kann Adam gerade noch verhindern. Als Adam auf die Werwölfin Christa trifft möchte er zunächst nichts mit ihr zu tun haben. Allerdings unterstützt er Christa als diese ungerechterweise von dem Lehrer Mr. Swan beschuldigt wird ihn beleidigt zu haben. Mr. Swan hört jedoch nicht auf Adam oder Christa und verdonnert beide zum Nachsitzen bei Mr. Roe. Im Nachsitzzimmer treffen Adam und Christa auf den Schüler Matt, der Christa ständig verfolgt. Erst jetzt erkennt Christa, dass Matt, der seit kurzem vermisste Schüler ist, von dem überall in der Schule Plakate zu finden sind. Matt ist ein Geist und ermordet worden. Er hat die Erinnerungen an die Todesnacht verloren. So beschließen Christa und Adam, den Mord an Matt aufzuklären, damit er ins Jenseits hinüber gehen kann. Christa ist zwar von der Zusammenarbeit mit Adam und Matt wenig begeistert, hofft aber dadurch ihren ständigen Verfolger (Matt) endlich loszuwerden. |           |                 |               |                     |                                       |                |                 |
| 2 | 2         | —               | Episode 2     | 6. Feb. 2011        | —                                     | Alex Kalymnios | Brian Dooley    |
| Matt erzählt Adam und Christa von dem Schulschläger Danny, der ihn zu Lebzeiten beschimpft und gemobbt hat. Außerdem hat er Danny in seiner Mordnacht gesehen. Daher suchen Adam und Christa Danny auf um ihm Fragen zu stellen. Zunächst ist Danny darüber verärgert, dass Christa und Adam es wagen mit ihm durch die Schule zu gehen. Allerdings stellt er sich dann doch ihren Fragen. Als Danny schlecht über Matt redet, beginnt Matt im Klassenzimmer zu spuken. Er ist wütend, dass Danny ihn sechs Jahre mobben konnte und ihn selbst nach seinem Tod noch weiter beschimpft. So wirft Matt Dinge durch die Gegend, öffnet und schließt die Rollläden, stellt das Licht an und aus, schreibt das Wort Mörder an die Tafel und so weiter. Das verängstigt Danny so sehr, dass dieser sich buchstäblich vor Angst in die Hose macht. Er erklärt Christa und Adam, dass er wie jeder andere Mobber nur seine eigene Unsicherheit verdecken wolle, indem er andere Schüler ärgere. Adam und Christa glauben ihm und erklären Danny, dass sie niemanden von seinem „Missgeschick“ erzählen, wenn dieser auch nichts von den Geschehnissen im Raum sage. Danny willigt ein. Christa und Adam müssen schließlich erkennen, dass Matt niemals glaubte, dass Danny ihn ermordet habe. Er wollte sich nur an ihm rächen. Adam und Christa sind wütend und beschließen Matt nicht mehr zu helfen. |           |                 |               |                     |                                       |                |                 |
| 3 | 3         | —               | Episode 3     | 13. Feb. 2011       | —                                     | Alex Kalymnios | Brian Dooley    |
| Matt fleht Christa und Adam an, ihm weiter zu helfen den Mörder zu finden. Die beiden willigen schließlich ein. Als übernatürliche Wesen sind die einzigen, die Matt sehen und mit ihm sprechen können und fühlen sich daher verpflichtet nach dem Mörder zu suchen. Matt erinnert sich derweil daran, dass er ertrunken ist und in der Mordnacht auf der Toilette gewesen ist. Außerdem findet Christa heraus, dass Matt am Morgen seines Mordes heimlich in die Mädchenumkleide geschaut und den Mädchen beim Umziehen zugesehen hat. Christa und Adam sind sich sofort einig, dass Matt unbedingt Brandy Mulligan ansehen wollte. Brandy entdeckte Matt und rannte ihm nach, daher versteckte sich Matt auf der Toilette, wo er ermordet wurde. Als der Lehrer Mr. Roe hört, wie Christa und Adam über Brandy reden erzählt er ihnen, dass Brandy aus der Crompton Familie stammt. Diese ist eine Art Mafia-Familie und für ihre bösen Taten bekannt. Das macht Brandy sofort zu einer der Hauptverdächtigen. |           |                 |               |                     |                                       |                |                 |
| 4 | 4         | —               | Episode 4     | 20. Feb. 2011       | —                                     | Alex Kalymnios | Jamie Mathieson |
| Adam, Matt und Christa beschließen Brandy nach dem Mord an Matt zu befragen. So sucht Christa Brandy im Schulhinterhof auf, während Adam die beiden aus einem Versteck beobachtet. Auf dem Schulhinterhof treffen sich oft heimlich Paare, daher möchte Brandy sofort wissen mit wem sich Christa verabredet hat. Als Christa sie auf den Tod von Matt anspricht, zeigt sich Brandy nur wenig interessiert. Sie möchte lieber wissen, ob ihr Top auch zu dem Rock passt. Jedoch wird Brandy plötzlich auf Grund von Christas Fragen misstrauisch. Daher kommt Adam aus seinem Versteck hervor und gibt sich als Christas Freund auf. Die Unterhaltung der drei bleibt freundlich, bis Adam plötzlich Brandys Familiennamen (Crompton) erwähnt und die Geschichten um die Crompton Familie erzählt. Nun droht Brandy Adam und verhält sich plötzlich ganz anders. Adam steht kurz davor sie anzugreifen und ihr Blut zu trinken. Allerdings kann er zunächst von Christa gestoppt werden. Kurze Zeit später will er Brandy jedoch erneut töten. Matt ruft ihm hinterher, dass Brandy ihn nicht ermordet habe und dass er gesehen habe wie sie ging. Adam läuft zurück und tötet Brandy nicht. Christa ist wütend, dass Matt ihr nicht gleich gesagt hat, dass Brandy ihn nicht getötet hat. Matt erklärt ihr, dass er hoffte, dass sie weiterhin denken würde, dass Brandy Mulligan ihn ermordet habe. Er wollte nicht, dass herauskommt, dass er eigentlich nur an Christa interessiert war und Christa diejenige war, die er durch die Umkleidekabine beobachtet hat. Er war die letzten drei Jahre in Christa verliebt während Christa nicht einmal wusste, dass er existierte. |           |                 |               |                     |                                       |                |                 |
| 5 | 5         | —               | Episode 5     | 27. Feb. 2011       | —                                     | Alex Kalymnios | Jamie Mathieson |
| In einem Liebesbrief gesteht Matt seine Gefühle für Christa. Auch bevor er zum Geist wurde, war er unsichtbar für die Welt und unsichtbar für sie. Jedoch liebte er sie und war verwundert, dass niemand Christa so sehen konnte wie er, als einen Engel zwischen Monstern. Das letzte, was er tat, bevor er ermordet wurde, war eine Liebesnachricht an die Toilettenwand zu schreiben: „I <3 Christa“, wobei er nicht damit nicht einmal fertig wurde, sondern zuvor ermordet wurde. Seine allerletzten Gedanken drehten sich um Christa. Christa ist gerührt von dem Liebesbrief, erwidert Matts Gefühle aber nicht. In der Schule glauben laut Adam alle Schüler, dass Christa und Adam ein Paar seien. Daher schlägt Adam ein gefaktes, öffentliches Beziehungsende vor, oder Christa und er könnten wirklich eine Beziehung beginnen. Von beidem zeigt sich Christa nur wenig begeistert. Kurze Zeit später beobachten Adam und Christa, wie Mr. Roe von Mr. Swan heruntergemacht wird. Außerdem wollen Christa, Matt und Adam sich die Videos der Überwachungskamera der Schule besorgen. Jedoch fehlt das Video von der Mordnacht. |           |                 |               |                     |                                       |                |                 |
| 6 | 6         | —               | Episode 6     | 6. März 2011        | —                                     | Alex Kalymnios | Jamie Mathieson |
| Adam beginnt sich mehr und mehr für Christa zu interessieren. Allerdings stört ihn dabei manchmal Matts Anwesenheit. Das Trio versucht nun Matts Leiche zu finden, um dadurch mehr über den Mörder herauszufinden. Sie suchen in der Turnhalle. Als Mr. Swan in die Turnhalle kommt müssen sie sich in einer Kiste verstecken. Christa und Adam unterhalten sich leise darüber, dass Matt nicht ins Jenseits hinüber gehen kann, wenn kein Beweis für den Mord gefunden wird. Matt wird wütend. Er glaubt, dass Adam und Christa ihn loswerden wollen. Daher setzt er die Kiste mit Adam und Christa in Bewegung. Mr. Swan entdeckt die beiden, während Christa und Adam so tun als hätten sie sich nur unter der Kiste versteckt um heimlich zu knutschen. Adam und Christa müssen erneut nachsitzen. |           |                 |               |                     |                                       |                |                 |
| 7 | 7         | —               | Episode 7     | 13. März 2011       | —                                     | Alex Kalymnios | John Jackson    |
| Christa schlägt vor ihre geschärften Sinne am Tage des Vollmondes zu nutzen (kurz bevor sie zum Werwolf wird), um die Leiche riechen zu können. Allerdings muss Christa sich dafür erstmals in der Schule verwandeln. Zuvor hat sie sich nur in einem geschützten Raum verwandelt und das war schon schlimm für sie. Christa hat Angst vor der kommenden Nacht, und davor jemanden in ihrer Werwolfform zu verletzen oder zu töten. Adam hat von den Werwölfen Nina und George einige Tricks gelernt, um die Verwandlung etwas weniger gefährlich zu machen. Er möchte Christa helfen und zeigt dieser einige Tricks. Christa weiß, dass die Leiche sich irgendwo in der Turnhalle befindet. Daher gehen die drei dort hinein. Jedoch werden sie in der Turnhalle eingeschlossen und Christa beginnt sich in einen Werwolf zu verwandeln. Sie wird Adam töten, wenn dieser weiter mit ihr in einem Raum bleibt. In letzter Sekunde schließen Adam und Matt Christa im Geräteschuppen ein und verbarrikadieren die Tür. Am nächsten Morgen lassen Adam und Matt Christa aus dem Geräteschuppen. Außerdem finden sie Matts Leiche. |           |                 |               |                     |                                       |                |                 |
| 8 | 8         | —               | Episode 8     | 20. März 2011       | —                                     | Alex Kalymnios | John Jackson    |
| Gerade als das Trio Matts Leiche gefunden hat betritt Mr. Swan den Raum. Er verlangt eine Erklärung von Christa und Adam. Diese verdächtigen jedoch Mr. Swan des Mordes. Mr. Swan erklärt nichts mit den Morden zu tun zu haben. Adam und Christa erkennen schließlich, dass Mr. Swan die Wahrheit sagt und Mr. Roe der eigentliche Mörder ist. Dieser hatte die Möglichkeit in alle Räume zu kommen und konnte die Videobänder stehlen. Als Mr. Swan die Polizei anrufen will, wird er von Mr. Roe niedergeschlagen. Mr. Roe erklärt, dass er Matt ermordet habe, weil er geglaubt habe, dass dieser mit dem Schlüssel (mit dem Matt an die Toilettenwand schrieb) auch sein Auto zerkratzt habe. Er sei immer nur gemobbt und getriezt worden, von Schüler, sowie Lehrern und dann sei auch noch sein teueres Auto zerkratzt worden. Er hatte genug von alle dem und tötete Matt. Als Matt von all dem hört bekommt er Mitleid mit Mr. Roe. Er erklärt Christa und Adam, dass er in dessen Alter vielleicht genauso geworden wäre wie Mr. Roe. Er fühle sich oft wie Mr. Roe, einsam und wütend. Dadurch, dass er Christa und Adam getroffen habe, habe sich Matt jedoch geändert. Schließlich erscheint Matts Tür ins Jenseits. Allerdings möchte keiner der drei dass Matt geht. Als Mr. Roe die drei erneut angreift, schiebt Matt diesen durch seine eigene Tür ins Jenseits. Die Tür verschwindet. Matt kann mit Christa und Adam zusammen bleiben. |           |                 |               |                     |                                       |                |                 |

### Specials
Neben Tagebucheinträgen der Figuren, fiktiven Zeitungsartikeln (z. B. über Matts Verschwinden oder die Verbrechen von Brandys Vater), Erinnerungseinträgen oder Profilen der Figuren wurden weitere kleine Videospecials veröffentlicht. Diese sind jeweils zwischen 20 Sekunden und 2 Minuten lang. Sie geben Hintergrundinformationen zu den Figuren und wurden zwischen den Episoden veröffentlicht. Das letzte Special The Return spielt nach dem Ende der Serie.
| Nr. | Originaltitel         | Erstausstrahlung UK | Zusammenfassung |
| --- | --------------------- | ------------------- | --- |
| 1   | Where’s Our Matt?     | 26. Jan. 2011       | Matts Mutter macht einen Internet-Videoaufruf, in dem sie nach ihrem Sohn sucht. Sie bittet ihn nach zu Hause zurückzukommen. |
| 2   | Danny the Bully       | 4. Feb. 2011        | In der Schule geht ein Video von Danny umher, in dem er andere Schüler triezt und sich als Besitzer der Schule erklärt. |
| 3   | Changing Danny’s Ways | 8. Feb. 2011        | Christa möchte aus Danny einen besseren Menschen machen, daher schreibt sie ihn für soziale Projekte der Schule ein. So schlägt sie ihn als Mitglied des Gartenclubs vor. Außerdem soll er Senioren besuchen und am Schulmusical teilnehmen.                                                                                         |
| 4   | Christa’s Voicemail   | 12. Feb. 2011       | Christa glaubt, dass Matt ihnen noch einiges verheimlicht und schlägt Adam vor Matt noch einmal genauer zu befragen. |
| 5   | Brandy’s P.E. Records | 15. Feb. 2011       | Christa durchsucht Mr. Swans Büro nach Brandy Mulligans Akten. In den Akten steht unter anderem, dass Brandy Kampfsport mache und gerade den schwarzen Gürtel bekommen habe. Bei ihrer Suche wird Christa von Mr. Swan erwischt. Diesem erklärt sie, dass sie dort sei um dem Mädchenfußballverein beizutreten. Mr. Swan glaubt ihr. |
| 6   | Adam’s Find           | 23. Feb. 2011       | Christa hat ihr Ziel erreicht. Durch seine Teilnahme an den sozialen Projekten hat sich Danny tatsächlich geändert. Er wurde zum Schüler des Monats gewählt. Währenddessen findet Adam ein altes Foto von Christa. |
| 7   | Christa’s Anger       | 23. Feb. 2011       | Adam macht sich mit seinem gefundenen Foto über Christa lustig. Christa wird wütend und rennt weg. |
| 8   | Adam’s Theory         | 25. Feb. 2011       | Christa spricht nicht mehr mit Adam, seitdem dieser sich über das Foto lustig gemacht hat. Er glaubt, dass das etwas mit dem nahenden Vollmond zu tun hat, der sie leichter wütend werden lässt. Außerdem fragt er sich ob Christa vielleicht doch etwas mit Matts Tod zu tun hat. Sie scheint sich wenig unter Kontrolle zu haben.  |
| 9   | Swan vs Roe           | 1. Mär. 2011        | In der Schule geht ein Video umher, dass Mr. Swan und Mr. Roe zeigt. Mr. Swan schreit Mr. Roe an. Er ist wütend darüber, dass Mr. Roe seine eigene Klasse nicht unter Kontrolle hat. Mr. Roe kommt kaum zu Wort kommt. Adam erklärt, dass Mr. Swan verrückt sei und es dabei nur um fiese Machtspiele seitens Mr. Swan gehe.         |
| 10  | Christa on Camera     | 4. Mär. 2011        | Christa und Adam streiten erneut miteinander. |
| 11  | Janitor on CCTV       | 8. Mär. 2011        | Adam schaut die Videoaufnahmen der Schule durch. Auf fast jeder Aufnahme ist der Hausmeister der Schule zu sehen. Außerdem hat dieser Schlüssel zu allen Räumen. Adam glaubt in ihm einen neuen Hauptverdächtigen gefunden zu haben.                                                                                                 |
| 12  | The Return            | 20. Mär. 2011       | Der Mörder von Matt schwört, dass er zurückkommen und sich an Matt, Christa und Adam rächen wird. |

## Rezeption

### Nominierungen
BAFTA Cymru Awards:
- 2012: Digital Creativity & Games (Philip Trethowan, Alex Kalymnios, Hannah Thomas)[16]

Banff Rockie Award:
- 2012: Best Webseries - Fiction (Alex Kalymnios, Hannah Thomas)[17][18][19][20]

### Kritiken und Feedback
Das Feedback der Fans von Being Human war sehr positiv. 1,5 Millionen Fans schauten die Serie und diskutierten online über die neusten Hinweise zu der Person des Mörders von Matt.
Nick Bryan urteilte, dass Becoming Human sehr viel Humor habe. Außerdem stelle Craig Roberts den Vampir Adam in der Serie gut dar.
Robert William Berg erklärte, dass Becoming Human in demselben mystischen Hintergrund spiele, wie die Mutterserie Being Human. Allerdings zeige Becoming Human die Probleme aus einer anderen Perspektive, der Perspektive von Teenagern. Die Serie beschreibe die Schwierigkeiten im Jugendalter, die sozialen Schichtungen und Cliquenbildung im Schulsystem und Mobbing im Schulalltag. Eindrucksvoll gelänge es den Drehbuchautoren Brian Dooley, Jamie Mathieson, und John Jackson diese sehr ernsten Probleme mit einem sanften Touch und einem geschickten, dunklen Humor zu behandeln, ohne die Probleme jemals zu leicht zu nehmen. Allerdings seien die Episoden einzeln geschrieben und produziert worden, was dazu führe, dass diese nicht nahtlos ineinander übergehen würden. Insgesamt sei Becoming Human jedoch eine brillante Serie. Die Drehbücher seinen von hoher Qualität. Außerdem seien die Haupt- und Nebendarsteller sehr authentisch und würden eine hervorragende Leistung erbringen.
Dan Owen schrieb, dass Becoming Human eine ziemlich hohe Qualität habe. Jedoch sei Becoming Human nicht so sexy, stilvoll, herb und überzeugend wie Misfits. Die Serie sei eher für ein jüngeres Publikum gedacht. Manche Erwachsene würden die Serie vielleicht nicht als besonders verlockend empfinden.